# Реставрация
Вижте пояснителната страница за други значения на Реставрация.
Реставрацията (на латински: Restauratio – Възстановяване) е широко понятие, обхващащо всички видове и методи за укрепване и възстановяване на изкривени, повредени или унищожени паметници на историята и културата (отделни архитектурни структури и техните комплекси, произведения на изобразителното и декоративно изкуство, археологически находки и др.).